# Frenulina
Frenulina är ett släkte av armfotingar. Frenulina ingår i familjen Frenulinidae.
Kladogram enligt Catalogue of Life:
| Frenulina | \| \| Frenulina cruenta \| \| \| \| \| \| Frenulina mauiensis \| \| \| \| \| \| Frenulina sanguinolenta \| \| \| \| |
|           | \| \| Frenulina cruenta \| \| \| \| \| \| Frenulina mauiensis \| \| \| \| \| \| Frenulina sanguinolenta \| \| \| \| |
|           | Jolonica |
|           | |
|           | Pictothyris |
|           | |
|           | Shimodaia |
|           | |
|           | Frenulina cruenta                                                                                                   |
|           | |
|           | Frenulina mauiensis                                                                                                 |
|           | |
|           | Frenulina sanguinolenta                                                                                             |
|           | |

|  | Frenulina cruenta       |
|  |                         |
|  | Frenulina mauiensis     |
|  |                         |
|  | Frenulina sanguinolenta |
|  |                         |